# Konkatedrala sv. Petra u Baru
Konkatedrala sv. Petra je drugostolna crkva Barske nadbiskupije. Nalazi se u Baru, Crna Gora. Posvećena je Svetom apostolu Petru.

## Povijest
Kamen temeljac blagoslovio je kardinal washingtonski Theodore Edgar McCarrick 16. srpnja 2006., a gradnja je počela 30. lipnja 2010. godine. Posvećenje konkatedrale je obavljeno 3. rujna 2017. na misi koju je služio nadbiskup barski i primas Srbije u mirovini Zef Gashi, za čijeg je pontifikata počela gradnja konkatedrale. Svečanosti je prisustvovao i mitropolit crnogorsko-primorski Amfilohije koji je nadbiskupu barskom Rroku Gjonlleshaju poklonio ikonu Isusa i Bogorodice. Gradnja katedrale je koštala 3,500.000 eura, a donatori su bile razne crkvene organizacije i pojedinci iz Vatikana, Italije, Njemačke i SAD.
Projektanti su arhitekte iz Foggiae Nicola Danza i Rodolfo Mancano. Ulazna vrata, oltar, ambone, križ iznad oltara... djelo su Studija primijenjene umjetnosti Igino Legnaghija iz Verone. Izlivanje vrata od bronce vršeno je u radionici Pjerina Kolinikaja u Tirani. Zvona, postavljena na dva zvonika, izlivena su u Innsbrucku, od strane poznate tvrtke Grassmayr. Vitraji su djelo Rassoma Giorgia i Rolanda Tesadrija iz Italije, a izrađeni su tehnikom lasera na staklu, specijalno za ovu priliku, u Bolzanu. Mramor je iz Crne Gore a stolice za svećenike i klupe za koncelebrante i ministrante, rad su tvrtke Braća Đerđi iz Bibaja kod Uroševca. Lusteri u obliku pet križeva djelo su tvrtke rasvjete Dekor iz Zaboka, a ozvučenje je uradila tvrtka Strasser iz Stuttgarta.